# 王琳 (1971年)
王琳（1971年—），女，汉族，四川新津人，中华人民共和国政治人物，中国共产党党员，曾任成都市公安局出入境管理处二科副科长，第十一届全国人民代表大会四川地区代表。

## 生平
王琳毕业于四川外语学院英语专业。2008年起担任全国人大代表。